# Adeuchromadora megamphida
Adeuchromadora megamphida är en rundmaskart som beskrevs av Boucher och Bovee 1972. Adeuchromadora megamphida ingår i släktet Adeuchromadora och familjen Chromadoridae. Inga underarter finns listade i Catalogue of Life.